# 新川和江
新川和江（日语：新川和江，1929年4月22日—2024年8月10日）出生于大日本帝国茨城县结城市，日本诗人。

## 简介
1929年，新川和江出生于茨城县结城市，后毕业于茨城县立结城第二高等学校，在学生时代，就对野口雨情、西条八十的诗词歌谣产生了浓厚的兴趣。1953年，她发表了处女作《睡椅》。1983年，她和吉原幸子一起创立了《现代诗》季刊。

## 作品
- 《季节的花诗集》
- 《罗马的秋天》
- 《蟾蜍麦抄》
- 《海水的庭院》
- 《今天早上的太阳》
- 《记忆的水》

## 奖项
- 1960年，《季节的花诗集》荣获小学馆儿童出版文化奖。
- 1965年，《罗马的秋天》荣获室生犀星诗人奖。
- 1987年，《蟾蜍麦抄》荣获现代诗人奖。
- 1993年，《海水的庭院》荣获丸山丰纪念现代诗奖。
- 1998年，《今天早上的太阳》荣获诗歌文学馆奖。
- 1999年，荣获藤村纪念历程奖。
- 2000年，荣获产经儿童出版文化奖。
- 2007年，《记忆的水》荣获现代诗花椿奖。
- 2008年，《记忆的水》荣获丸山蕙奖。